# Monofyzitismus
Monofyzitismus (z řeckého μόνος monos jeden + φύσις fysis přirozenost) je v křesťanství christologické učení, že Ježíš Kristus měl pouze jedinou, božskou přirozenost. Rozkol mezi monofyzitskými církvemi a církvemi chalkedonského vyznání byl součástí církevních sporů, které nakonec vedly k velkému schismatu mezi východní a západní církví.

## Učení
Monofyzitismus uznává jedinou, a to zcela božskou přirozenost a že tedy nelze rozlišovat „mezi Otcem a Synem a mezi božstvím a lidstvím v Kristu“ . Opačný názor představují směry, které zastávají nauku jediné osoby o dvou přirozenostech, totiž Kristově přirozenosti božské a lidské. Z pohledu církví, které uznávají první čtyři ekumenické koncily (tj. zvláště katolické a pravoslavné církve), představuje monofyzitismus herezi.

## Historie sporu o Kristovu osobu
Podstata Kristovy osoby byla jednou z nejdůležitějších otázek, které se rozhodovaly na prvních velkých ekumenických koncilech. Učení, že Ježíš, který žil a zemřel jako člověk, je „pravý Bůh“ bylo jasně formulováno v nicejském vyznání (325). Ve 4. století získalo vliv nestoriánské učení, že člověk Ježíš Kristus a Bůh syn jsou dvě osoby a Bůh v Ježíšovi pouze přebýval. Nestoriánství bylo odsouzeno na Efezském koncilu (431), který deklaroval, že je „jedna fysis vtěleného Slova (Logos)“.
Učení o jediné přirozenosti Krista získalo v Efezském koncilu podporu, k hlavním představitelům patřil Eutychés a Dioskuros Alexandrijský. Do věroučného sporu však zasáhl papež Lev Veliký svým Dopisem Flavianovi (konstantinopolskému patriarchovi) z roku 449, podle kterého je Kristus jediná osoba, která spojuje dvě přirozenosti do jedné hypostatické jednoty. Toto učení bylo přijato na Chalkedonském koncilu (451), který sesadil alexandrijského patriarchu Dioskura. Snaha o překonání tohoto církevního rozkolu pokračovala za Justiniána I. tzv. sporem o tři kapitoly. 

## Odvozená učení
Jedním z pokusů o teologické smíření byl monoenergismus v 1. polovině 7. století, který vyznával chalkedonskou nauku o dvojí přirozenosti v Kristu, ale přisuzoval mu jediný zdroj (energeia). Monoenergismus odsuzoval jeruzalémský patriarcha Sofronios a definitivně byl zavržen na Třetím konstantinopolském koncilu (681).
Souběžně se v 7. století začal prosazovat monotheletismus, který se také pokoušel nalézt střední pozici mezi výroky Chalkedonského koncilu a monofyzity. Stoupenci koncilu však i toto řešení zavrhli, a to přes snahy byzantských císařů dosáhnout v této otázce církevní jednoty. Monotheletismus pak zastávala zvláště maronitská církev, a to až do doby, kdy znovu nastolila církevní společenství s katolickou církví.
Další formulací o jediné přirozenosti je miafyzitismus, který učí, že Kristus je plně božský a plně lidský v jediné fysis. Tato formulace, která nepodléhá původnímu zavržení monofyzitismu, má význam v rámci ekumenického dialogu církví.

## Monofyzitské církve
Monofyzitské církve existují až dodnes, a to zvláště v zemích Blízkého východu a jsou považovány za součást tzv. orientálních církví.